# Stefan Ulbricht
Stefan Ulbricht (* 28. Februar 1982 in Bonn) ist ein deutscher Boogie-Woogie- und Blues-Pianist.

## Musikalische Laufbahn
Ulbricht erhielt als Kind Gitarrenunterricht und wechselte im Alter von 14 Jahren zum Klavier. 1997 wurde er durch die TV-Sendung „Die Lange Boogie Woogie Nacht“ auf Boogie und Blues aufmerksam. Autodidaktisch beschäftigte er sich mit seinem bevorzugten Musikstil. Er tritt sowohl solo als auch im Duo (mit Moritz Schlömer) und Trio (mit Moritz Schlömer und Paul G. Ulrich) auf.
Einladungen zu Konzerten führten ihn in die USA, nach Frankreich, Österreich, Spanien, Dänemark, Schweden, Luxemburg, Belgien, in die Niederlande und die Schweiz.
2009 wurde er in Bremen mit dem Nachwuchspreis des German Boogie Woogie Award als bester Nachwuchspianist ausgezeichnet. Laut der Begründung der Jury werde „die Boogie Woogie Szene Deutschlands … seit einigen Jahren bereichert durch den ganz eigenen Stil des Preisträgers, der auf den Fundamenten der klassischen Boogie Woogie Tradition etwas Neues aufgebaut hat.“ Denn jenseits des klassischen Boogie-Repertoires verleihe er auch „stilfremden Stücken den Boogie-Groove.“

## Diskografie
- Shift It Up (2003) mit Dennis Koeckstadt und Jan Koeckstadt (Sam Media, LC 12714, FYN 0080-2)
- Big Bigger Boogie (2009) mit Moritz Schlömer (Sam Media, LC 12714, FYN 0716-2)
- The Boogie Rocks (2010) mit Moritz Schlömer (Sam Media, LC 12714, FYN 0732-2)
- 2 PS (2017) mit Patrick Ziegler (Phonk-Records LC 09481)
- Melodies in Boogie (2020) mit Moritz Schlömer (Piano Reloaded Music LC 77530)
- Addicted to Boogie (2020) mit Moritz Schlömer (Piano Reloaded Music LC 77530)

### Livealben
- Live in Wiesbaden (2004) mit Michael van den Valentyn (Sam Media, LC 12714, FYN 0105-2)
- 11. Festival de Boogie Woogie de la Roquebrou 2009 (Sacem B.W. 15160)
- 1. Siegburger Boogie & Jazz Night (DVD 2010) (Sam Media, LC 12714, FYN 0743-8)
- Internationaal Boogie Woogie festival holland 2012 (Stichting Boogie Promotions Holland, BPH 120317CD)
- The Krug Session (2012) mit Chris Conz, Daniel Paterok, Moritz Schlömer und Udo Schräder (Sam Media, LC 12714, FYN 0753-8)
- International Boogie Night Uster Vol. 1 (2013) mit Ricky Nye, Christoph Steinbach, Chris Conz, Silvan Zingg, Gary Scott und Stefan Ulbricht[9]